# Bac Nord – Bollwerk gegen das Verbrechen
Bac Nord – Bollwerk gegen das Verbrechen ist ein französischer Kriminalfilm von Cédric Jimenez aus dem Jahr 2020. Er basiert lose auf wahren Begebenheiten.

## Handlung
Greg Cerva, Yass und Antoine bilden ein Team der Brigade zur Verbrechensbekämpfung BAC Nord, die für den nördlichen Sektor Marseilles zuständig ist. Ihre Arbeit ist frustrierend, weil die obersten Vorgesetzten nur die Erfolgsquote interessiert, Greg, Yass und Antoine jedoch viele größere Fische nicht zu fassen kriegen, da sie in den Ghettos der Stadt untertauchen und dort von den Gangs geschützt sind. Schon bei kleinen Drogenfunden werden die Gangs schnell nervös und aggressiv, da der Drogenhandel blüht und zu häufig erfolgreiche Polizisten die Kunden vergraulen. Der schnell aufbrausende Greg findet seine Arbeit zunehmend nutzlos, Yass hingegen ist vorsichtiger im Job geworden, da seine Freundin Nora ein Kind erwartet. Antoine wiederum liebt das Risiko und hat mit der jungen Amel eine zuverlässige Informantin in der Drogenszene. Yass wird schließlich Vater eines Jungen und die drei Kollegen feiern ausgiebig.
Gregs Vorgesetzter Jérôme gibt die Anweisung des Präfekten weiter, dass die Polizei einen großen Coup braucht, da die Gangs in letzter Zeit massiv an Oberhand gewonnen haben. Beide beschließen, einen Drogenring im Ghetto auszuheben. Jérôme weist Greg an, sich ein Team zusammenzustellen. Antoine sucht Amel auf, um an Informationen aus dem Ghetto zu gelangen, doch verlangt diese eine Bezahlung in Rauschgift. Antoine vereinbart mit ihr 5 Kilogramm Rauschgift im Gegenzug für Informationen, die helfen, den Drogenring auszuheben. Jérôme verweigert jedoch die Herausgabe von konfiszierten Drogen aus dem versiegelten Polizeibestand und Amel lehnt eine Bezahlung aus der anstehenden Razzia ab, da die Banden im Ghetto ihr Rauschgift speziell markieren würden und es daher nicht weiterverkaufbar sei. Jérôme stellt den Beamten frei, Drogen auf andere Weise zu besorgen, möchte jedoch keine Details wissen. In den folgenden Wochen konfiszieren Greg, Yass und Antoine, unterstützt von weiteren Beamten, Kleinmengen von Privatnutzern – zunächst im Norden Marseilles und später im Stadtzentrum. Amel wiederum verrät Antoine, dass im Ghetto in drei Tagen eine Großlieferung Drogen erwartet wird, die dann nach kurzer Zeit weiterverteilt wird. Die BAC Nord bereitet den Einsatz vor.
Am Tag der Drogenlieferung sind Greg, Yass und Antoine verteilt. Die Drogenlieferung wird beobachtet und der Einsatzbefehl gegeben. Antoine soll den Abnehmer einer Kleinlieferung beschatten, wird jedoch als Polizist erkannt. Die Dealer fliehen, bevor die Polizeistaffel im Viertel erscheint, doch gelingt es Yass, dem Abnehmer der Kleinlieferung bis zum Hauptlager in einer Wohnung zu folgen. Vor dem Wohnungsblock wird die Polizeistaffel eingekesselt, kann die Stellung aber halten und schließlich das Lager stürmen. Es werden große Mengen Rauschgift gefunden und zahlreiche Dealer inhaftiert. Greg, Yass und Antoine gelten als Helden.
Zwei Monate später werden Greg, Yass und Antoine festgenommen. Man wirft ihnen Schutzgelderpressung, Korruption und Drogenhandel vor, so denkt die Dienstaufsichtsbehörde, alle drei hätten die Kleinmengen an Drogen weiterverkauft. Jérôme, der Licht ins Dunkel bringen könnte, behauptet, nichts von der Drogensammelaktion für einen Informanten gewusst zu haben, während Antoine sich weigert, die Identität von Amel preiszugeben. Andere an der Drogensammelaktion beteiligte Beamte schweigen, weil sie befürchten, ebenfalls verhaftet zu werden. Greg, Yass und Antoine landen in Untersuchungshaft; es drohen ihnen bis zu 20 Jahre Haft. Vor allem Greg trifft der Verrat durch Jérôme hart und er schwankt zwischen Wut, Gewaltausbrüchen und Depression. Yass sieht Greg zufällig auf dem Zellengang und kann bei einem Zusammenkommen mit Antoine diesem von Gregs Zustand berichten. Er fleht ihn an, endlich aufzuwachen und das Richtige zu tun und so Greg zu retten, der an der Haft zugrunde gehe. Antoine verrät schließlich Amels Identität. Sie wird verhaftet und die Staatsanwaltschaft stellt in der Folge ihre Ermittlungen wegen Drogenhandels ein, auch wenn die Ermittlungen wegen Amtsmissbrauchs und des Verstoßes gegen das Zivilrecht bestehen bleiben. Greg, Yass und Antoine werden aus der Haft entlassen.
Der Abspann berichtet, dass Yass inzwischen bei der Polizeigewerkschaft ist und Kollegen gegen ihre Vorgesetzten vertritt. Greg wurde aus dem Polizeidienst entlassen und arbeitet als Kommunalbeamter, während Antoine Gefängnispfleger ist.

## Produktion

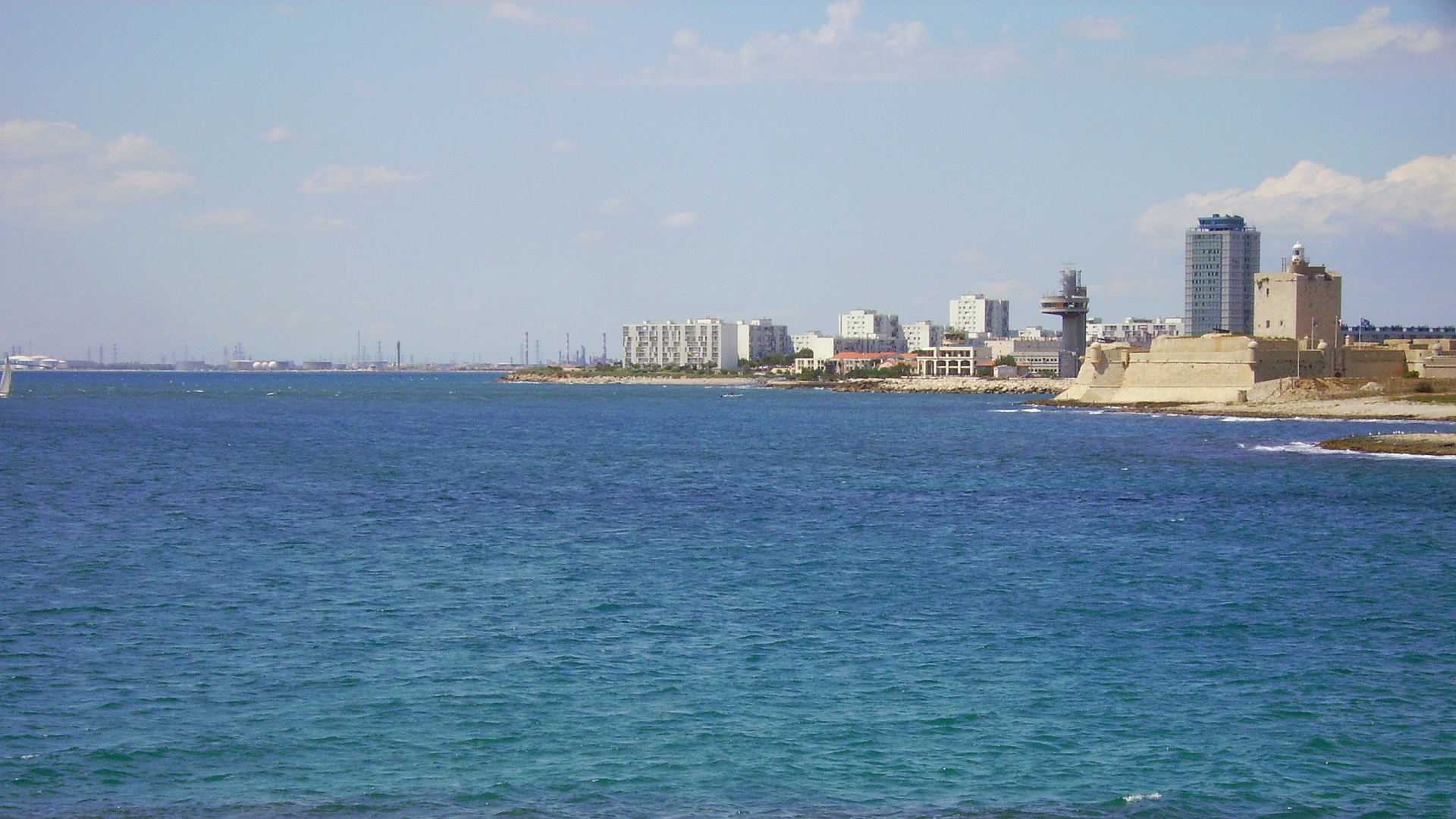
Port-de-Bouc diente in Einzelszenen als Ersatz für Marseille.

Bac Nord – Bollwerk gegen das Verbrechen war nach Aux yeux de tous, Der Unbestechliche – Mörderisches Marseille und Die Macht des Bösen der vierte Spielfilm, den Cédric Jimenez als Regisseur realisierte. Der Film basiert lose auf einem wahren Fall aus dem Jahr 2012, bei dem 18 Mitglieder einer Anti-Kriminalitäts-Einheit in Marseille wegen Drogenhandels und Erpressung in Untersuchungshaft kamen. Jimenez interessierte der Fall, unter anderem da er im Norden Marseilles aufwuchs. Er erhielt keinen Einblick in die Polizeiakten, schaffte es jedoch, Kontakt zu den damals betroffenen Beamten herzustellen und sie zu interviewen. Einige der damals betroffenen Polizisten haben die Entstehung des Films begleitet.
Die Dreharbeiten fanden von August bis November 2019 statt. Ursprünglich sollte die Erstürmung des Ghettos am Originalschauplatz, der Siedlung La Castellane, gedreht werden. Dies kam jedoch nicht zustande, weil der Gebäudeverwalter seine Zustimmung verweigerte. Die Szene wurde daher außerhalb von Marseille in Port-De-Bouc (Siedlung an der Avenue du Golfe) gedreht. Die Kostüme schuf Stéphanie Watrigant, die Filmbauten stammen von Jean-Philippe Moreaux.
Der Film erlebte am 16. Oktober 2020 in verschiedenen Kinos Frankreichs im Rahmen der Soirée des Passionnés von Gaumont seine Premiere. Am 12. Juli 2021 lief er außerhalb des Wettbewerbs im Rahmen der Internationalen Filmfestspiele von Cannes und wurde am 17. September 2021 auf Netflix veröffentlicht.

## Synchronisation
| Rolle      | Darsteller          | Synchronsprecher      |
| ---------- | ------------------- | --------------------- |
| Greg Cerva | Gilles Lellouche    | Tobias Kluckert       |
| Yass       | Karim Leklou        | Tobias Nath           |
| Antoine    | François Civil      | Tino Mewes            |
| Nora       | Adèle Exarchopoulos | Maximiliane Häcke     |
| Amel       | Kenza Fortas        | Lena Schmidtke        |
| Jérôme     | Cyril Lecomte       | Torsten Michaelis     |
| Jacques    | Michaël Abiteboul   | Tommy Morgenstern     |
| Kevin      | Idir Azougli        | Jonas Lauenstein      |
| Yvon       | Jean-Yves Berteloot | Pierre Peters-Arnolds |

## Auszeichnungen
Beim César 2022 war Bac Nord – Bollwerk gegen das Verbrechen in sieben Kategorien nominiert: Bester Film, Beste Regie, Bester Hauptdarsteller (Gilles Lellouche), Bester Nebendarsteller (François Civil, Karim Leklou), Bester Schnitt und Beste Filmmusik. Der Film gewann schließlich einen César in der Spezialkategorie „César des lycéens“.